# 1英里賽跑
1英里賽跑是一個田徑競賽項目，屬於中長跑的一種，距離是1,609.35米。
1英里賽跑開始於英格蘭。是國際田聯的官方世界紀錄唯一一個使用英制長度的比賽。

## 世界紀錄
- 男子：希沙姆·格鲁杰－3分43秒13
- 女子：费思·基普耶甘－4分7秒64

## 外部連結
- 国際田聯（页面存档备份，存于）(IAAF)